# Sân vận động Sir John Guise
Sân vận động Sir John Guise (tiếng Anh: Sir John Guise Stadium) là một địa điểm thi đấu đa môn thể thao và điền kinh nằm ở Port Moresby, thành phố thủ đô của Papua New Guinea. Sân là một phần của Khu liên hợp thể thao Sir John Guise lớn hơn, nơi cũng bao gồm một nhà thi đấu trong nhà, sân bóng chuyền/khúc côn cầu bãi biển và trung tâm thủy sinh. Sân vận động được đặt theo tên của Sir John Guise, Toàn quyền đầu tiên của Papua New Guinea.

## Lịch sử

### Ban đầu
Sân vận động được khánh thành vào năm 1991 để tổ chức Đại hội Thể thao Nam Thái Bình Dương vào năm đó. Sân vận động ban đầu có sức chứa khoảng 5.000 khán giả.

### Tái phát triển
Vào ngày 27 tháng 9 năm 2009, Papua New Guinea được chọn là nơi tổ chức Đại hội Thể thao Thái Bình Dương 2015. Sân vận động này đã được chọn, cùng với Lloyd Robson Oval, Bể bơi Taurama, và Sân vận động Konedobu mới, làm địa điểm tổ chức các môn thi đấu. Công việc cải tạo cơ sở vật chất bao gồm: cải tạo và mở rộng khán đài hiện có, cơ sở vật chất mới, văn phòng và sảnh chờ, phòng thay đồ, trung tâm truyền thông, trạm y tế, tăng sức chứa từ khoảng 5.000 lên 15.000 chỗ ngồi, hệ thống đèn chiếu sáng chất lượng mới, hệ thống truyền thanh công cộng, bảng điểm và việc lắp đặt đường chạy điền kinh được IAAF chứng nhận.
Sân vận động chính thức được khánh thành và thử nghiệm vào ngày 12 tháng 6 năm 2015 với trận đấu rugby league giữa PNG Hunters và Souths Logan Magpies trong khuôn khổ vòng 14 Cúp Queensland 2015. Sân cũng tổ chức lễ khai mạc và bế mạc Đại hội Thể thao Thái Bình Dương 2015.

### Các sự kiện khác
Sân vận động đã tổ chức tất cả các trận đấu của Cúp bóng đá châu Đại Dương 2016, giải vô địch bóng đá của các đội tuyển quốc gia châu Đại Dương và cũng là nơi đủ điều kiện cho Cúp Liên đoàn các châu lục 2017 và vòng loại thứ hai của vòng loại Giải vô địch bóng đá thế giới 2018.
Sân vận động này cũng là một trong những địa điểm tổ chức Giải vô địch bóng đá nữ U-20 thế giới 2016.